# Tennistavolo paralimpico

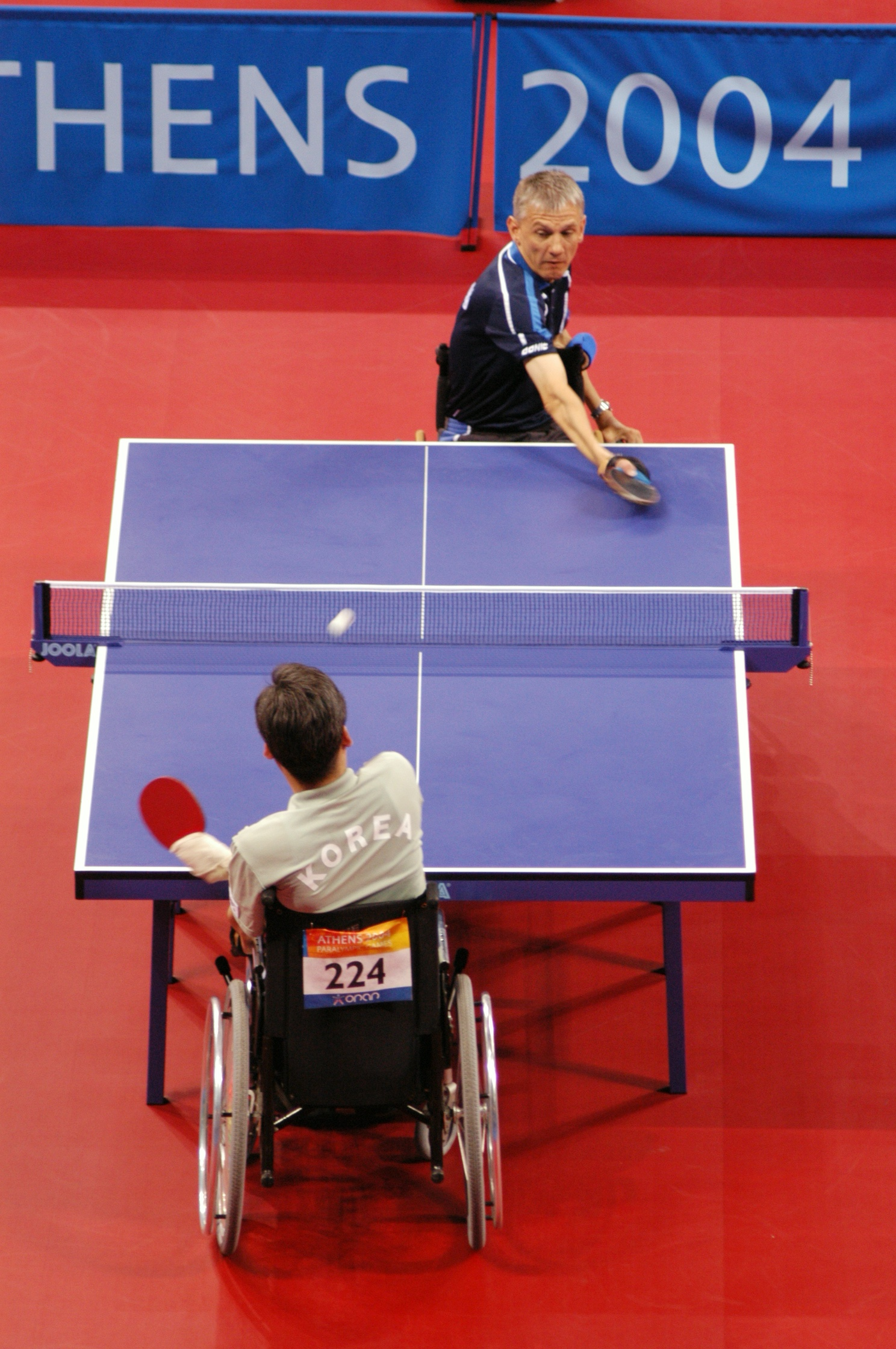
Tennistavolo in carrozzina alle Paralimpiadi estive di Atene 2004

Il tennistavolo paralimpico è uno sport per disabili che segue le regole stabilite dalla Federazione internazionale di tennis da tavolo (ITTF). Per gli atleti in sedia a rotelle sono in vigore le stesse regole del ping pong con lievi modifiche. Possono partecipare atleti appartenenti a diverse categorie di disabilità. Le classi 1-5 sono per gli sportivi in carrozzina, le classi 6-10 per chi ha una disabilità che consente di giocare in piedi e la classe 11 è riservata ai giocatori con disabilità intellettiva.

## Storia

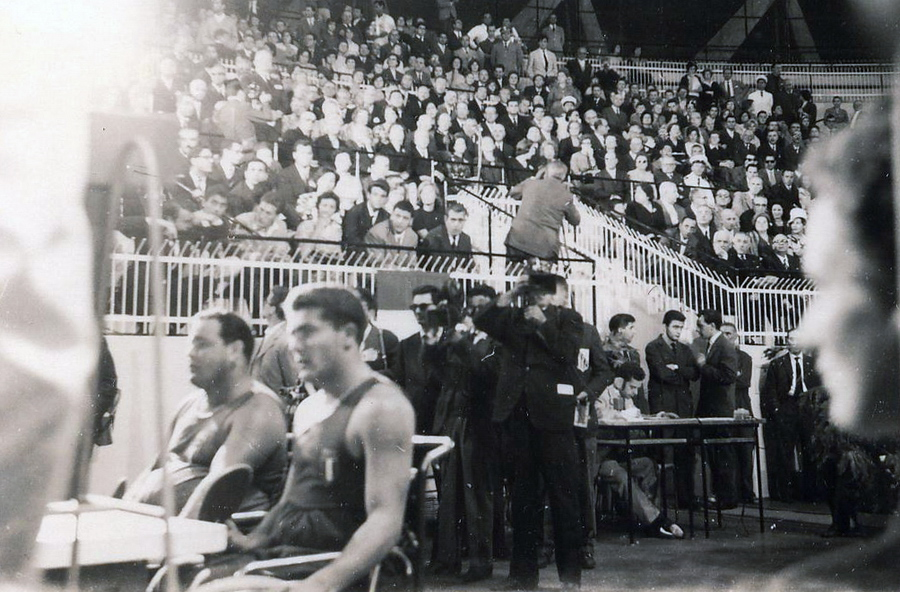
Tennistavolo in carrozzina alle Paralimpiadi di Roma 1960

Alle Paralimpiadi estive di Roma del 1960 solo gli atleti su sedia a rotelle potevano gareggiare in questo sport. Ciò è continuato alle Paralimpiadi estive di Tokyo del 1964 e alle Paralimpiadi estive di Tel Aviv del 1968.
Nel 1983 la Cerebral Palsy International Sports and Recreation Association introdusse la classificazione degli atleti con paralisi cerebrale (5 classi), utilizzando il sistema di classificazione per gli eventi di atletica leggera.  The classification used the classification system designed for field athletics events. Nel 1983, c'erano cinque classificazioni per la paralisi cerebrale. I concorrenti con paralisi cerebrale furono ammessi a gareggiare per la prima volta alle Paralimpiadi estive del 1984.
All'inizio degli anni Novanta, la classificazione del tennis da tavolo si era spostata da un sistema basato sulla medicina a un sistema di classificazione funzionale. Alle Paralimpiadi estive del 1992 debuttarono i disabili amputati e tutti gli atleti parteciparono suddivisi in categorie approvate dal Comitato Paralimpico Internazionale, in base al tipo di disabilità funzionale. Alle Paralimpiadi estive del 1996, la classificazione per questo sport è stata fatta sul posto, perché la valutazione della classificazione richiedeva di guardare un concorrente praticare lo sport.
In vista delle Paralimpiadi estive del 2000, i membri della comunità dei cerebrolesi si sono preoccupati della necessità di mantenere un sistema di classificazione funzionale multipla all'interno di questo sport, specificamente per questa classe di atleti, data l'ampia gamma di abilità funzionali all'interno della comunità dei cerebrolesi e di altre disabilità funzionali motorie. Agli Empire State Games for the Physically Challenged, ospitati a New York, questo sport è stato praticato, con gli organizzatori che avevano classificato i disabili dell'udito e della vista, gli amputati, i Les Autres, i cerebrolesi e i disabili del midollo spinale.

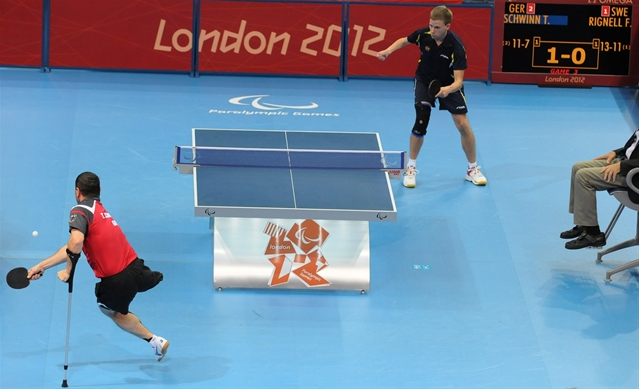
Paralimpiadi di Londra 2012

A causa dei problemi nell'identificazione oggettiva della funzionalità che hanno afflitto i Giochi successivi a Barcellona, l'IPC ha svelato i piani per sviluppare un nuovo sistema di classificazione nel 2003. Questo sistema di classificazione è entrato in vigore nel 2007 e ha definito dieci diversi tipi di disabilità che potevano partecipare a livello paralimpico. Il sistema prevedeva che la classificazione fosse specifica per ogni sport e svolgeva due funzioni. Il primo era quello di determinare l'idoneità a partecipare allo sport e di creare gruppi specifici di sportivi idonei a partecipare e in quale classe. L'IPC ha lasciato alle Federazioni Internazionali il compito di sviluppare i propri sistemi di classificazione all'interno di questo quadro, con la specifica che i loro sistemi di classificazione utilizzano un approccio basato sull'evidenza e sviluppato attraverso la ricerca.
Per le Paralimpiadi estive del 2016 a Rio, il Comitato Paralimpico Internazionale ha eliminato la classificazione degli atleti, come già avvenuto a partire dal 2014, con l'obiettivo di evitare cambiamenti dell'ultimo minuto nelle classi che avrebbero avuto un impatto negativo sulla preparazione degli atleti. Tutti i concorrenti dovevano essere classificati a livello internazionale e il loro stato di classificazione doveva essere confermato prima dei Giochi; le eccezioni a questa politica venivano trattate caso per caso.
Il Comitato Paralimpico Internazionale sta lavorando per migliorare la classificazione in modo che sia un sistema basato più sulle prove che non sulle prestazioni, per non punire gli atleti d'élite le cui prestazioni li fanno apparire in una classe superiore accanto a concorrenti che si allenano meno.

## Classificazione
Scopo della classificazione e quella di determinare l'idoneità a competere per atleti con disabilità e a raggruppare gli atleti in modo equo ai fini della competizione. Gli atleti sono raggruppati in base all'abilità funzionale, risultante dalla loro menomazione.
Essendoci undici categorie e due specialità (singolo e doppio, maschile e femminile), esistono potenzialmente 44 eventi paralimpici. In pratica, alcune categorie vengono accorpate (ad esempio, alle paralimpiadi del 2008, le categorie 4-5 e 9-10 maschili e 6-7 femminili sono state raggruppate nel terni dei singoli).

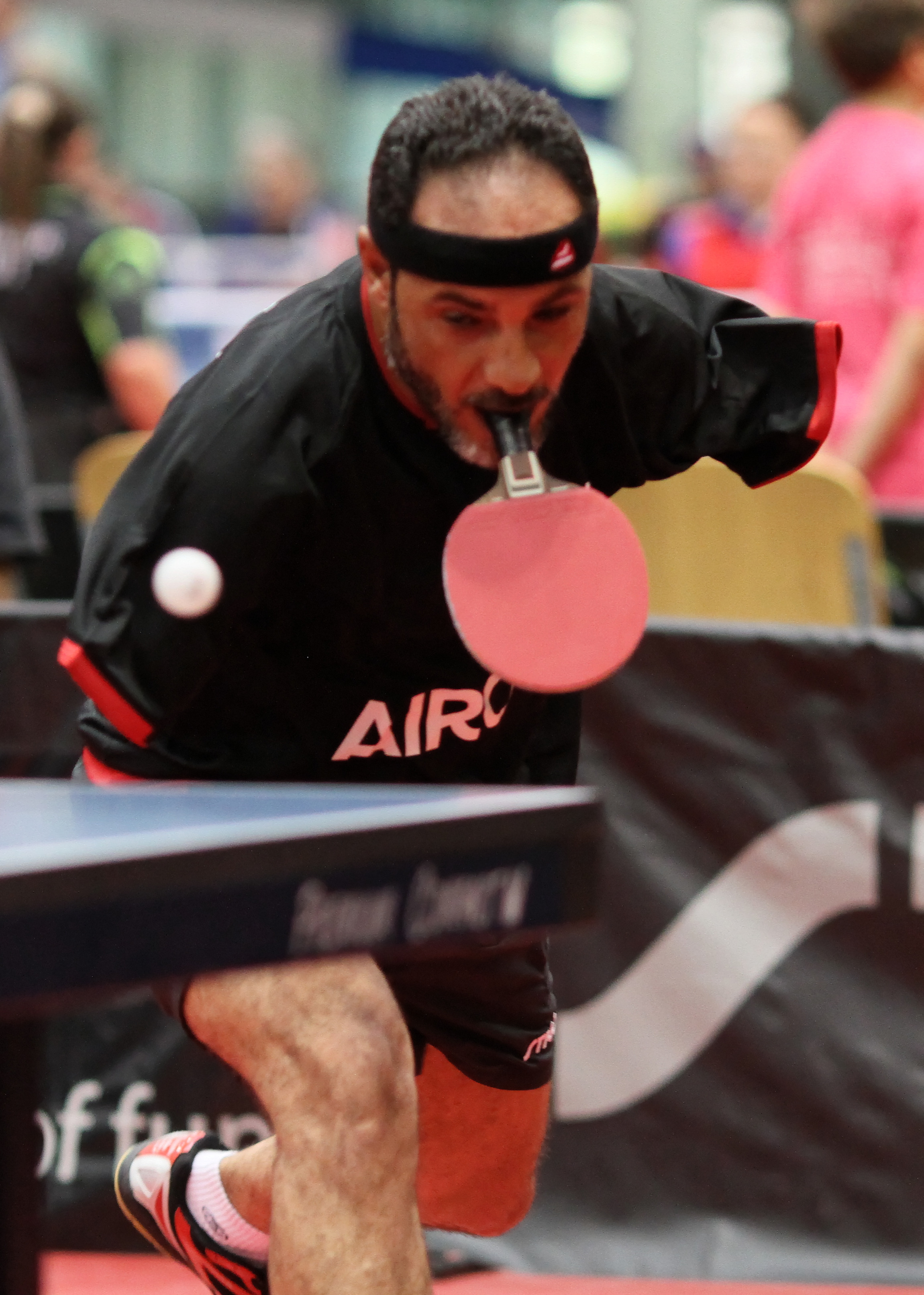
L'egiziano Ibrahim Hamato, amputato ad entrambe le braccia (classe 6), mentre gioca con la racchetta in bocca

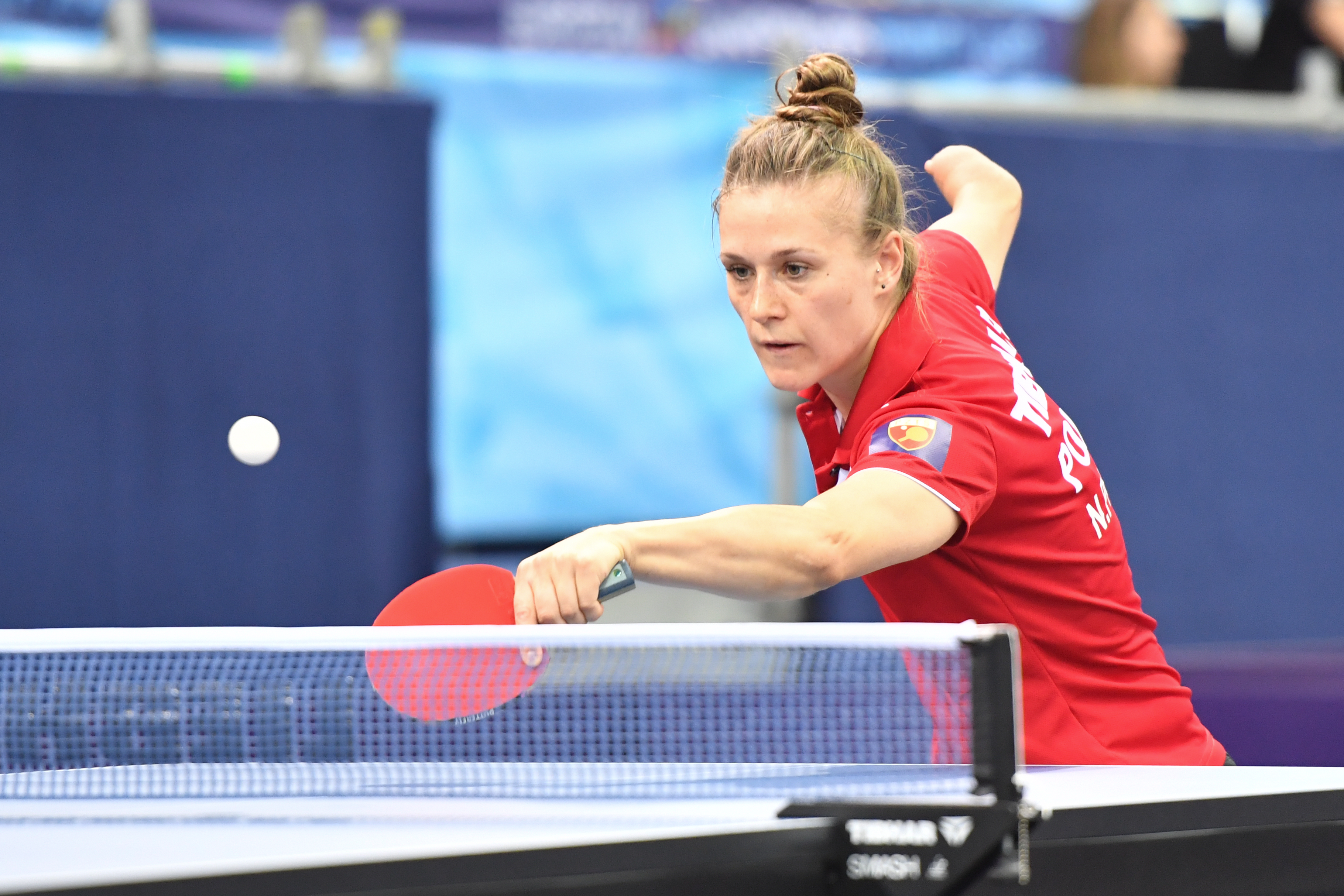
Natalia Partyka, tennistavolista polacca priva dalla nascita dell'avambraccio destro (classe 10), che ha partecipato sia alle Paralimpiadi sia alle Olimpiadi

| Classe                                       | Note |
| Disabilità fisica                            | Disabilità fisica |
| Disabilità grave: tennistavolo in carrozzina | Disabilità grave: tennistavolo in carrozzina |
| -------------------------------------------- | --- |
| TT1                                          | Il giocatore ha una disabilità a braccia, busto e gambe. Il giocatore gioca seduto, blocca i freni della carrozzina durante il gioco e tiene la carrozzina con il braccio non giocante per aiutare l'equilibrio e il movimento.                                                                    |
| TT2                                          | Il giocatore gioca seduto, con menomazioni al busto e alle gambe, ha più movimento delle braccia rispetto ai giocatori TT1. Il giocatore blocca i freni della carrozzina durante il gioco e si tiene in equilibrio sulla sedia.                                                                    |
| TT3                                          | Il giocatore gioca da seduto con un buon movimento delle braccia e del busto. Il giocatore blocca i freni della carrozzina durante il gioco. Il giocatore è in grado di spostarsi leggermente dalla sedia a rotelle per ottenere un tiro più ampio.                                                |
| TT4                                          | Il giocatore seduto ha un buon uso delle braccia e un buon equilibrio del busto quando si siede in posizione eretta per servire. Il giocatore è in grado di allungare il corpo per prendere i tiri, ma deve resistere per i tiri lunghi. Il giocatore può spostare la carrozzina durante il gioco. |
| TT5                                          | Il giocatore seduto ha un movimento completo del busto e delle braccia, ma un movimento delle gambe insufficiente per giocare in piedi. Il giocatore può muovere la sedia e il corpo senza difficoltà per eseguire un'ampia gamma di colpi.                                                        |
| Disabilità lieve: giocatore in piedi         | |
| TT6                                          | Giocatore con menomazioni alle braccia, al busto e alle gambe in grado di giocare in piedi. Il giocatore non è in grado di muoversi rapidamente sul tavolo e quindi utilizza un gioco molto tattico.                                                                                               |
| TT7                                          | Il giocatore ha una maggiore capacità di muoversi lateralmente durante il gioco rispetto al TT6, ma non è in grado di muoversi con potenza e velocità. |
| TT8                                          | Il giocatore può spostarsi da un lato all'altro senza problemi durante il gioco e giocare un'ampia gamma di tiri. Il giocatore ha difficoltà ad alta intensità a causa della difficoltà di muovere le gambe.                                                                                       |
| TT9                                          | Il giocatore ha una moderata menomazione di un braccio o di una gamba. È in grado di giocare una gamma completa di colpi e di muoversi rapidamente intorno al tavolo, anche se l'equilibrio e l'agilità sono compromessi quando si raggiungono colpi ampi.                                         |
| TT10                                         | Il giocatore con la maggiore agilità e velocità durante il gioco. Di solito il giocatore ha lievi difficoltà a muoversi con il braccio o la caviglia non giocante. |
| Disabilità intellettuale                     | |
| TT11                                         | Il giocatore ha una disabilità intellettiva. Il giocatore può avere difficoltà a pianificare le proprie mosse e la propria strategia competitiva. |

## Regole
Non ci sono eccezioni alle normali regole del tennistavolo per i giocatori in piedi con disabilità. Tutti i giocatori giocano secondo le leggi ei regolamenti dell'ITTF. L'arbitro può tuttavia allentare i requisiti per un servizio corretto, se l'adempimento è impedito da disabilità fisica.

### Servizio
Se il ricevitore è su sedia a rotelle, il servizio sarà nullo (let) nelle seguenti circostanze:
1. dopo aver toccato il campo del ricevitore, la palla ritorna in direzione della rete;
2. la pallina si ferma nel campo del ricevitore;
3. nel singolare, la pallina lascia il campo del ricevitore, dopo averlo toccato, attraverso una delle sue linee laterali.

Se il ricevitore colpisce la palla prima che attraversi una linea laterale o faccia un secondo rimbalzo sul suo lato di gioco, il servizio è considerato buono e viene chiamato no let.

### Doppio

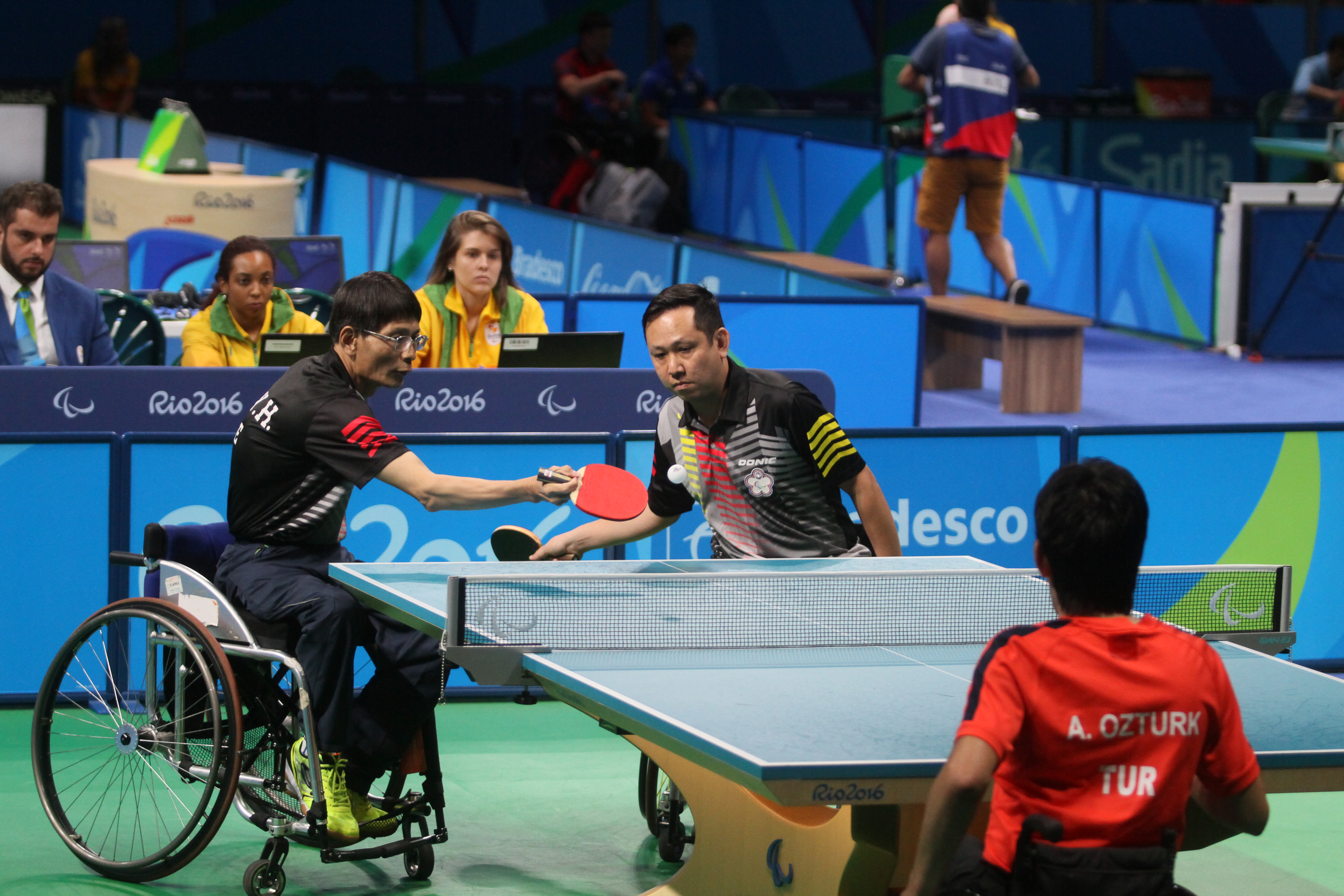
Doppio a Rio 2016

Quando due giocatori su sedia a rotelle giocano in coppia, il servitore deve prima effettuare un servizio, il ricevitore deve quindi effettuare un ritorno, ma in seguito uno qualsiasi dei giocatori della coppia disabile può effettuare un ritorno. Tuttavia, nessuna parte della sedia a rotelle di un giocatore deve sporgere oltre l'estensione immaginaria della linea centrale del tavolo. In tal caso, l'arbitro assegnerà il punto alla coppia avversaria.

### Posizioni degli arti
Se entrambi i giocatori o le coppie sono su una sedia a rotelle, il giocatore o la coppia ottengono un punto se:
1. l'avversario non mantiene un contatto minimo con il sedile o cuscino/i con la parte posteriore della coscia, quando la palla viene colpita;
2. l'avversario tocca il tavolo con entrambe le mani prima di colpire la pallina;
3. il poggiapiedi o il piede dell'avversario tocca il pavimento durante il gioco.

### Sedie a rotelle
Le sedie a rotelle devono avere almeno due ruote grandi e una ruota piccola. Se le ruote della sedia a rotelle del giocatore si spostano e la sedia a rotelle non ha più di due ruote, il rally deve essere interrotto immediatamente e un punto assegnato all'avversario.
Si possono utilizzare uno o due cuscini con altezza limitata fino a 15 cm in condizioni di gioco senza altra aggiunta alla sedia a rotelle. Negli eventi di squadra e di classe, nessuna parte del corpo sopra le ginocchia può essere attaccata alla sedia, in quanto ciò potrebbe migliorare l'equilibrio.

## Attrezzatura e condizioni di gioco
Di solito, un giocatore non può indossare nessuna parte di una tuta durante il gioco. I giocatori con disabilità fisica, in sedia a rotelle o in piedi, possono tuttavia indossare i pantaloni di una tuta durante il gioco, mentre non sono ammessi i jeans.
Le gambe del tavolo devono trovarsi ad almeno 40 cm dalla linea di fondo del tavolo per i giocatori in sedia a rotelle. Nelle competizioni internazionali, lo spazio di gioco non deve essere inferiore a 14 m di lunghezza, 7 m di larghezza e la pavimentazione non deve essere in cemento. Lo spazio per gli eventi in sedia a rotelle può essere ridotto a 8 m di lunghezza e 6 m di larghezza. La pavimentazione può essere di cemento per eventi su sedia a rotelle (cosa vietata in altre occasioni).

## Gare
Sono previsti 5 livelli di competizioni internazionali. Il fattore del torneo viene conteggiato nel sistema di crediti del torneo utilizzato ai fini della qualificazione di alcuni tornei. I giocatori che partecipano ai campionati regionali (Fa50) guadagnano un credito di 50 punti. Il credito del torneo per qualificarsi alle Paralimpiadi estive 2012 fu di 80 punti, che dovevano essere raggiunti dal 4 novembre 2010 fino al 31 dicembre 2011. Allo stesso modo, è richiesto un credito minimo per la qualificazione ai Campionati mondiali di tennistavolo paralimpico.
| Tornei                                                            | Fattore | Organizzatore                                              | Periodicità          |
| ----------------------------------------------------------------- | ------- | ---------------------------------------------------------- | -------------------- |
| Giochi Paralimpici Estivi                                         | Fa100   | IPC                                                        | Quadriennale, anno 0 |
| Campionati mondiali                                               | Fa80    | ITTF                                                       | Quadriennale, anno 2 |
| Campionati continentali (Africa, Americhe, Asia, Europa, Oceania) | Fa50    | Divisione ITTF Para Tennistavolo Associazioni continentali | Biennale, anno 1 e 3 |
| Tornei Internazionali                                             | Fa40    | Divisione ITTF Para Tennistavolo                           | Annuale              |
| Tornei Internazionali                                             | Fa20    | Divisione ITTF Para Tennistavolo                           | Annuale              |